# Yanxeng
Yanxeng (xinès simplificat: 盐城; Pinyin: Yánchéng); literalment "Ciutat de la sal") és una ciutat-prefectura situada a la província de Jiangsu central, a la República Popular de la Xina. Situada a la vora nord del Iang-tse, amb la capital provincial de Nanquín.